# Robert Biegert
Robert Biegert (* 1. März 1962 in München) ist ein ehemaliger deutscher Moderator. Er moderierte zuletzt die Infotainmentsendung Wunderwelt Wissen im sonntäglichen Vorabendprogramm von ProSieben.

## Leben
Während seines Studiums der Geschichte und der politischen Wissenschaft begann Robert Biegert als freier Mitarbeiter und Redakteur bei verschiedenen Zeitungen und Rundfunksendern zu arbeiten. Nachdem er seine Magisterprüfung 1990 bestanden hatte, entschied er sich endgültig für eine Karriere bei den elektronischen Medien. Eine seiner ersten Stationen war die eines Redakteurs und Moderators beim landesweiten Hörfunksender Antenne Bayern. 1992 wurde er Nachrichtenchef bei Antenne Bayern.
Im Fernsehen war Robert Biegert seit 1994 präsent. Nach „Guten Morgen Deutschland“ und anderen Sendungen bei RTL und TV München war er von 1997 bis 2000 bei kabel eins als Redakteur und Nachrichtenmoderator tätig. Von 2000 bis 2004 arbeitete er bei N24, seit 2002 als Chefmoderator.
2004 wechselte Biegert als Moderator und Leitender Redakteur in die Chefredaktion von ProSieben. Dort moderierte er hin und wieder die Sendung Galileo sowie regelmäßig Welt der Wunder (2004) und Wunderwelt Wissen (2005 bis 2007).
2008 machte sich Robert Biegert selbständig. Heute arbeitet er als Coach und Sprecher sowie als Taxiunternehmer und -fahrer. 2012 erschien sein Roman Laurins Vermächtnis als E-Book.